# Euthycera fumigata
Euthycera fumigata – gatunek muchówki z rodziny smętkowatych.
Gatunek ten opisany został w 1763 roku przez Giovanniego Antonio Scopoliego jako Musca fumigata.
Muchówka o ciele długości od 6,2 do 8,6 mm. Głowę jej charakteryzują: jedwabiście czarna i podługowato-owalna plamka u nasady przednich szczecinek orbitalnych, para ciemnych kropek między nasadami czułków a krawędziami oczu złożonych, błyszcząco brązowa płytka półksiężycowata, przyciemniony trójkąt przyoczkowy oraz ciemnobrązowa kropka na potylicy. Czułki wyróżniają się od pokrewnej E. chaerophylli białawym owłosieniem aristy o długości włosków większej niż szerokość tejże u nasady. Cztery brązowe, wąskie, niekompletne, podłużne pasy zdobią śródplecze, a brązowa plamka tarczkę. Brązowo przydymione skrzydła mają od 5,5 do 7 mm długości i liczne kropki w części środkowej. Odnóża są żółtawe, miejscami białawe. Samiec ma głęboko wykrojony piąty sternit odwłoka.
Owad palearktyczny, znany z Hiszpanii, Wielkiej Brytanii, Francji, Belgii, Holandii, Niemiec, Danii, Norwegii, Szwecji, Szwajcarii, Austrii, Włoch, Litwy, Polski, Czech, Słowacji, Węgier, Bośni i Hercegowiny, Rumunii, Bułgarii i Grecji. Owady dorosłe spotyka się w Danii od czerwca do września.